# Hasseltia lateriflora
Hasseltia lateriflora är en videväxtart som beskrevs av Henry Hurd Rusby. Hasseltia lateriflora ingår i släktet Hasseltia och familjen videväxter. Inga underarter finns listade i Catalogue of Life.